# Chefadjutant
Chefadjutant ist ein Dienstgrad der Schweizer Armee (Abk.: Chefadj, französisch Adjudant-chef, adj chef, italienisch Aiutante capo, aiut capo), den es seit 1. Januar 2004 gibt. Es ist der höchste Unteroffiziersdienstgrad und entspricht damit, gleich wie der Stabs- und Hauptadjutant, dem Oberstabsfeldwebel der deutschen Bundeswehr bzw. dem Vizeleutnant des österreichischen Bundesheers.
Diese Rangzuordnung bezeichnet Berufsunteroffiziere, die als Führungsgehilfen in Lehrverbänden sowie Miliz-Unteroffiziere, die im Stab einer Territorialregion eingeteilt sind.
In Auslandseinsätzen wird er als Chief Warrant Officer bezeichnet (CWO). NATO-Rangcode: OR-9.
Das Dienstgradabzeichen besteht aus zwei übereinander stehenden Winkeln mit zwei quer liegenden Balken darunter. In der Mitte ein in Blattwerk eingefasstes Schweizerkreuz (Ordonnanzkreuz) und darüber nochmals zwei übereinander stehende Winkel.
| Logo der Schweizer Armee | Niedrigerer Grad Hauptadjutant | Unteroffiziersgrad Chefadjutant | Höherer Grad Leutnant |
| Einordnung: Mannschaften – Unteroffiziere – Höhere Unteroffiziere – Subalternoffiziere – Hauptleute – Stabsoffiziere – Höhere Stabsoffiziere – Oberbefehlshaber der Armee Überblick: Grade der Schweizer Armee |                                |                                 |                       |

In den französischen und den kanadischen Streitkräften existieren vergleichbare Dienstgrade mit der Bezeichnung Adjudant-chef.